# 飯島正
飯島 正（いいじま ただし、1902年3月5日 - 1996年1月5日）は、日本の映画評論家・詩人。旧姓：吉田。

## 出自
東京府生まれ。父の吉田平太郎は豊後国出身で日露戦争で活躍した陸軍中将だったが、退役後に毛皮商として一旗揚げるべくモンゴルに渡り、そこで部下に騙されて零落し日本に帰国、持ち家を手放し、都内を転々とした。のち茨城県の愛人の元に移り、釣りに明け暮れ、肝臓病で亡くなった。母方の祖父の池上正路は銀座の大手広告代理店「正路喜社」（しょうじきしゃ）の創立者。平太郎には離婚した先妻との間に子がいたため、正の実母ヤス（安子）は先妻の子に気を遣い、正を自分の兄（正の母方の伯父）の養子に入れ、飯島姓とした。

## 来歴・人物
中学時代から映画館通いを始める。純映画劇運動を信奉する文学青年であった。1919年、東京府立第一中学校（現：東京都立日比谷高等学校）を卒業し第三高等学校に入学。同窓に梶井基次郎、中谷孝雄らがいた。1922年、東京帝国大学仏蘭西文学科に入学。同窓に渡辺一夫、伊吹武彦らがおり、辰野隆に師事した。卒業論文の題目は「アルフレッド・ド・ミュッセの戯曲における心理的一展開」。
大学入学と同年、『キネマ旬報』同人となる。1928年、初の映画評論集『シネマのABC』を刊行。以後、映画評論の分野で旺盛な活動を展開した。また同年、春山行夫の誘いで詩誌『詩と詩論』の同人となり、詩の創作、評論、翻訳などを寄稿した。その後も『詩・現実』などの詩誌に同人として関わり、モダニズムの詩人として活躍した。
戦後は早稲田大学文学部演劇学教授。1972年定年、名誉教授。教え子に脚本家の長田紀生、大原清秀、映画研究者の志賀信夫、山本喜久男、岩本憲児、文化人類学者の西江雅之らがいる。
指導の傍ら評論、研究にも注力した。1970年に上梓した『前衛映画理論と前衛芸術』は飯島の主著であるが、早大の同僚の勧めでこれを博士論文として提出し、博士号を取得した。また、同書の功績により、翌1971年には芸術選奨文部大臣賞を受賞している。1993年、川喜多賞受賞。1996年に死去した後、第50回毎日映画コンクール特別賞を贈られた。
妹の吉田隆子は作曲家で、久保栄の内妻。

## エピソード
派手な修辞ではなく簡素な文体による的確な批評のスタイルを持つ。梶井基次郎は飯島のスタイルについて次のように述べている。「飯島ははっきりした人だ。たくらまない表現がそれを語っているように、正直な淡白な人だ。そのなかに自からの含蓄を持っている」。

## 著書
- 『シネマのABC』（厚生閣書店） 1928
- 『映画の研究』（厚生閣書店、現代の芸術と批評叢書9） 1929
- 『前衛映画芸術論』（佐々木能理男共著、天人社、新芸術論システム） 1930
- 『トオキイ以後』（厚生閣書店） 1933
- 『泉 映画小説集』（西東書林） 1935
- 『新映画論』（西東書林） 1936
- 『映画の本質』（第一書房） 1936
- 『バウンティ号の叛乱 南海鬼界ケ島物語』（河出書房、記録文学叢書） 1937
- 『東洋の旗』（河出書房） 1938
- 『映画文化の研究』（新潮社） 1939
- 『東洋のこころ』（生活社） 1941
- 『映画論ノオト』（青山書店、現代映画選書） 1942
- 『教育と映画』（小学館） 1942
- 『映画の見かた』（文昭社、文昭社教養文庫） 1943
- 『科学映画の諸問題』（白水社、白水社科学選書） 1944
- 『映画と文学』（シネ・ロマンス社） 1948
- 『映画鑑賞読本』（旺文社、生活文化シリーズ） 1948
- 『映画の世界』（高桐書院、学友文庫） 1949
- 『フランス映画』（三笠書房） 1950
- 『フランス映画史』（白水社） 1950
- 『映画』（毎日新聞社、毎日ライブラリー） 1950
- 『映画の話』（持田米彦共著、筑摩書房、中学生全集） 1951
- 『世界の映画』正・続 （白水社） 1951 - 1953
- 『今日のフランス映画』（白水社） 1952
- 『今日のイギリス映画』（白水社） 1952
- 『フランス映画入門』（三笠文庫） 1952
- 『映画とその見かた』（要書房） 1952
- 『イタリア映画史』（白水社） 1953
- 『世界の映画』第3 - 第5 （白水社） 1954 - 1956
- 『映画のたのしみ 対談集』（白水社） 1955
- 『映画入門』（角川新書） 1955
- 『日本映画史』（白水社） 1955
- 『世界映画史入門　映画のあゆみ』（淡路書房） 1956、改訂版・泰流社 1988
- 『日本の映画 話題の作品をめぐって』（同文館、映画の知識シリーズ） 1956
- 『映画テレビ文学』（清和書院） 1957
- 『世界の映画 1957-58年版』（白水社） 1957 - 1958
- 『アメリカ映画監督研究』（みすず書房） 1959
- 『わが青春の映画と文学』（近代映画社、スクリーン新書） 1969
- 『前衛映画理論と前衛芸術 フランスを中心に』（白水社） 1970
- 『試写室の椅子 わが映画50年』（時事通信社） 1972
- 『映画のなかの文学 文学のなかの映画』（白水社） 1976、新版2002
- 『ヌーヴェル・ヴァーグの映画体系』全3巻（冬樹社） 1980 - 1984
- 『メキシコのマリンチェ』（晶文社） 1980.8
- 『戦中映画史・私記』（エムジー出版） 1984.8
- 『ぼくの明治・大正・昭和　自伝的エッセー』（青蛙房） 1991.3
- 『飯島正 歌集』私家版 1991.9
- 『名監督メモリアル』（青蛙房） 1993.4

## 翻訳
- 『サンドラルス抄』（厚生閣書店、現代の芸術と批評叢書7） 1929
- 『ソヴィエト・ロシアの映画』（レオン・ムウシナツク、往来社、映画叢書） 1930
- 『現代のフランス文学』（ベルナアル・フアイ、厚生閣書店、現代の芸術と批評叢書） 1930
- 『ムッソリィニ恐怖政治と牢獄脱走記』（F・F・ニツチ、赤炉閣書房） 1930
- 『世界選手 ポオル・モオラン』（白水社） 1930
- 『ユリアンの旅』（ジイド、金星堂、ジイド全集1） 1934
- 『アラン』（パット・マレン、第一書房） 1935
- 『女と人形 西班牙狂想曲』（ピエエル・ルイス、西東書林） 1935、のち創元社 1952、のち角川文庫 1957、のち改題『私の体に悪魔がいる』
- 『ベンガルの槍騎兵』（F・イエツ・ブラウン、西東書林） 1935
- 『お人好しの仙女』（モルナアル、西東書林） 1935、のち樽書房 1939、のちコバルト社 1945、のち白水社 1954
- 『若氣のあやまち』（ノエル・カワアド、西東書林） 1935
- 『拳銃売ります』（グレアム・グリーン、舟田敬一共訳、早川書房） 1952
- 『郵便配達はいつもベルを二度鳴らす』（ジェームズ・M・ケイン、荒地出版社） 1953
- 『窓』（マリオ・ソルダーティ、東京創元社、現代推理小説全集14『牝狼 / 窓』） 1957
- 『リリオム』（フェレンツ・モルナール、中公文庫） 1976